# Sneeuwbuikamazilia
De sneeuwbuikamazilia (Elliotomyia chionogaster synoniem: Amazilia chionogaster) is een vogel uit de familie Trochilidae en de geslachtengroep Trochilini (briljantkolibries).

## Verspreiding en leefgebied
Deze soort komt voor van noordelijk Peru tot noordwestelijk Argentinië en telt twee ondersoorten:
- E. c. chionogaster: noordelijk en centraal Peru.
- E. c.r hypoleuca: zuidoostelijk Peru, Bolivia, Paraguay, zuidwestelijk Brazilië en noordwestelijk Argentinië.